# Blechnum scaberulum
Blechnum scaberulum là một loài dương xỉ thuộc họ Blechnaceae. Đây là loài đặc hữu của Ecuador. 
Môi trường sống tự nhiên của chúng là vùng núi ẩm nhiệt đới hoặc cận nhiệt đới. Chúng hiện đang bị đe dọa vì mất môi trường sống.